# 魯賓遜鎮區 (北達科他州基德縣)
魯賓遜鎮區（英語：Robinson Township）是位於美國北達科他州基德縣的一個鎮區。

## 地方資料
魯賓遜鎮區的面積為93.07平方千米，當中陸地面積為89.10平方千米，而水域面積為3.97平方千米。根據2020年美國人口普查的數據，當地共有人口11人，而人口密度為每平方千米0.12人。